# Эвбуомван, Тосан
Тосан Эвбуомван (англ. Trendon Watford, род. 16 февраля 2001, Ньюкасл-апон-Тайн) — британский профессиональный баскетболист, выступающий за клуб НБА «Бруклин Нетс». Играет на позиции лёгкого форварда.

## Профессиональная карьера

### Мотор-Сити Круз (2023–2024)
После того, как Эвбуомван не был выбран на драфте НБА 2023 года, он присоединился к «Детройт Пистонс» для участия в Летней лиге НБА 2023 года. 2 октября 2023 года он подписал с ними контракт. Однако 21 октября его отчислили, а девять дней спустя он присоединился к «Мотор-Сити Круз».

### Мемфис Гриззлис (2024)
30 января 2024 года Эвбуомван подписал десятидневный контракт с «Мемфис Гриззлис», набирая в среднем 15,1 очков, 8,4 подборов и 3,9 передач за 34,5 минуты за «Круз» в Джи-Лиге. Он попал в заявку на игру в НБА 1 февраля в матче против «Кливленд Кавальерс», однако дебютировал в НБА только на следующий день против «Голден Стэйт Уорриорз». 4 февраля он сделал рекордные в карьере 12 подборов (включая 7 подборов в нападении) в проигранной с разгромным счётом 131–91 игре против «Бостон Селтикс».

### Возвращение в «Мотор-Сити» / «Детройт Пистонс» (2024)
9 февраля Эвбуомван вернулся в «Мотор-Сити Круз». 13 февраля 2024 года Эвбуомван подписал десятидневный контракт с «Детройт Пистонс», а 23 февраля он подписал двусторонний контракт с «Пистонс». 16 октября «Пистонс» от него отказались.

### Сан-Диего Клипперс (2024)
19 октября 2024 года Эвбуомван подписал контракт по схеме «Exhibit 10» с «Лос-Анджелес Клипперс», но он был расторгнут в тот же день, следом 28 октября он присоединился к их фарм-клубу «Сан-Диего Клипперс».

### Бруклин / Лонг-Айленд Нетс (2025–настоящее время)
1 января 2025 года Эвбуомван подписал двусторонний контракт с «Бруклин Нетс».

## Статистика

### Статистика в НБА
| Сезон                                                                                    | Команда | Регулярный сезон | Регулярный сезон | Регулярный сезон | Регулярный сезон | Регулярный сезон | Регулярный сезон | Регулярный сезон | Регулярный сезон | Регулярный сезон | Регулярный сезон | Регулярный сезон | Серия плей-офф | Серия плей-офф | Серия плей-офф | Серия плей-офф | Серия плей-офф | Серия плей-офф | Серия плей-офф | Серия плей-офф | Серия плей-офф | Серия плей-офф | Серия плей-офф |
| Сезон                                                                                    | Команда | GP               | GS               | MPG              | FG%              | 3P%              | FT%              | RPG              | APG              | SPG              | BPG              | PPG              | GP             | GS             | MPG            | FG%            | 3P%            | FT%            | RPG            | APG            | SPG            | BPG            | PPG            |
| ---------------------------------------------------------------------------------------- | ------- | ---------------- | ---------------- | ---------------- | ---------------- | ---------------- | ---------------- | ---------------- | ---------------- | ---------------- | ---------------- | ---------------- | -------------- | -------------- | -------------- | -------------- | -------------- | -------------- | -------------- | -------------- | -------------- | -------------- | -------------- |
| 2023/24                                                                                  | Мемфис  | 4                | 0                | 18,5             | 26,7             | 25,0             | -                | 3,5              | 1,5              | 0,0              | 0,3              | 2,5              | Не участвовал  | Не участвовал  | Не участвовал  | Не участвовал  | Не участвовал  | Не участвовал  | Не участвовал  | Не участвовал  | Не участвовал  | Не участвовал  | Не участвовал  |
| 2023/24                                                                                  | Детройт | 13               | 8                | 22,5             | 57,1             | 41,7             | 68,0             | 3,5              | 0,8              | 0,5              | 0,3              | 7,0              | Не участвовал  | Не участвовал  | Не участвовал  | Не участвовал  | Не участвовал  | Не участвовал  | Не участвовал  | Не участвовал  | Не участвовал  | Не участвовал  | Не участвовал  |
| 2024/25                                                                                  | Бруклин | 28               | 0                | 23,8             | 42,7             | 31,2             | 75,3             | 4,3              | 2,0              | 0,9              | 0,4              | 9,5              | Не участвовал  | Не участвовал  | Не участвовал  | Не участвовал  | Не участвовал  | Не участвовал  | Не участвовал  | Не участвовал  | Не участвовал  | Не участвовал  | Не участвовал  |
|                                                                                          | Всего   | 45               | 8                | 22,9             | 44,7             | 33,0             | 73,5             | 4,0              | 1,6              | 0,7              | 0,3              | 8,2              | Не участвовал  | Не участвовал  | Не участвовал  | Не участвовал  | Не участвовал  | Не участвовал  | Не участвовал  | Не участвовал  | Не участвовал  | Не участвовал  | Не участвовал  |
| Наведите курсор мыши на аббревиатуры в заголовке таблицы, чтобы прочесть их расшифровку. |         |                  |                  |                  |                  |                  |                  |                  |                  |                  |                  |                  |                |                |                |                |                |                |                |                |                |                |                |

### Статистика в Джи-Лиге
| Сезон                                                                                    | Команда            | Регулярный сезон | Регулярный сезон | Регулярный сезон | Регулярный сезон | Регулярный сезон | Регулярный сезон | Регулярный сезон | Регулярный сезон | Регулярный сезон | Регулярный сезон | Регулярный сезон | Серия плей-офф | Серия плей-офф | Серия плей-офф | Серия плей-офф | Серия плей-офф | Серия плей-офф | Серия плей-офф | Серия плей-офф | Серия плей-офф | Серия плей-офф | Серия плей-офф |
| Сезон                                                                                    | Команда            | GP               | GS               | MPG              | FG%              | 3P%              | FT%              | RPG              | APG              | SPG              | BPG              | PPG              | GP             | GS             | MPG            | FG%            | 3P%            | FT%            | RPG            | APG            | SPG            | BPG            | PPG            |
| ---------------------------------------------------------------------------------------- | ------------------ | ---------------- | ---------------- | ---------------- | ---------------- | ---------------- | ---------------- | ---------------- | ---------------- | ---------------- | ---------------- | ---------------- | -------------- | -------------- | -------------- | -------------- | -------------- | -------------- | -------------- | -------------- | -------------- | -------------- | -------------- |
| 2023/24                                                                                  | Мотор-Сити Круз    | 34               | 30               | 34,2             | 56,5             | 36,1             | 75,4             | 8,4              | 3,8              | 0,7              | 0,7              | 15,1             | Не участвовал  | Не участвовал  | Не участвовал  | Не участвовал  | Не участвовал  | Не участвовал  | Не участвовал  | Не участвовал  | Не участвовал  | Не участвовал  | Не участвовал  |
| 2024/25                                                                                  | Сан-Диего Клипперс | 18               | 18               | 32,5             | 51,9             | 33,8             | 72,6             | 6,8              | 1,7              | 0,8              | 0,8              | 19,0             | Не участвовал  | Не участвовал  | Не участвовал  | Не участвовал  | Не участвовал  | Не участвовал  | Не участвовал  | Не участвовал  | Не участвовал  | Не участвовал  | Не участвовал  |
| 2024/25                                                                                  | Лонг-Айленд Нетс   | 13               | 13               | 33,9             | 47,4             | 37,5             | 82,2             | 7,8              | 3,6              | 0,9              | 0,6              | 19,2             | Не участвовал  | Не участвовал  | Не участвовал  | Не участвовал  | Не участвовал  | Не участвовал  | Не участвовал  | Не участвовал  | Не участвовал  | Не участвовал  | Не участвовал  |
|                                                                                          | Всего              | 65               | 61               | 33,7             | 53,0             | 35,7             | 76,2             | 7,8              | 3,2              | 0,8              | 0,7              | 17,0             | Не участвовал  | Не участвовал  | Не участвовал  | Не участвовал  | Не участвовал  | Не участвовал  | Не участвовал  | Не участвовал  | Не участвовал  | Не участвовал  | Не участвовал  |
| Наведите курсор мыши на аббревиатуры в заголовке таблицы, чтобы прочесть их расшифровку. |                    |                  |                  |                  |                  |                  |                  |                  |                  |                  |                  |                  |                |                |                |                |                |                |                |                |                |                |                |

### Статистика в NCAA
| Сезон | Команда  | Conf  | Class | GP | GS | MPG  | FG%  | 3P%  | FT%  | RPG | APG | SPG | BPG | PPG  |
| --- | -------- | ----- | ----- | -- | -- | ---- | ---- | ---- | ---- | --- | --- | --- | --- | ---- |
| 2019/20 | Принстон | Ivy   | FR    | 26 | 19 | 14,3 | 52,6 | 26,7 | 51,6 | 1,8 | 0,9 | 0,5 | 0,3 | 3,9  |
| 2021/22 | Принстон | Ivy   | JR    | 28 | 27 | 30,0 | 54,1 | 11,8 | 56,4 | 6,7 | 5,1 | 1,4 | 0,3 | 16,0 |
| 2022/23 | Принстон | Ivy   | SR    | 32 | 32 | 31,3 | 51,5 | 32,4 | 65,5 | 6,3 | 4,9 | 0,8 | 0,6 | 15,1 |
| Всего | Всего    | Всего | Всего | 86 | 78 | 25,7 | 52,8 | 25,8 | 60,2 | 5,1 | 3,7 | 0,9 | 0,4 | 12,0 |
| Наведите курсор мыши на аббревиатуры в заголовке таблицы, чтобы прочесть их расшифровку Статистика приведена с сайта sports-reference.com |          |       |       |    |    |      |      |      |      |     |     |     |     |      |